# Dafne Schippers
Dafne Schippers (nederländskt uttal: [ˈdɑfnə ˈsxɪpərs]), född 15 juni 1992 i Utrecht, är en före detta nederländsk friidrottare som tävlade i sjukamp och sprint.
Schippers tävlade inledningsvis som sjukampare men efter framgångarna i EM i Zürich 2014 där hon tog guld på 100 och 200 meter har hon fokuserat på sprint. Under EM slog hon även världsårsbästa samt att hennes tid på 200 meter, 22,03 sekunder, var den snabbaste EM-tiden sedan 1995.
I VM i Peking 2015 tog hon silver på 100 meter på 10,81 sekunder. Schippers blev därmed dels första nederländska kvinna att springa en VM-final samt första nederländska att springa 100 meter på en tid under 11 sekunder. Några dagar senare vann hon guld på 200 meter med tiden 21,63 sekunder, vilket visade sig vara personligt rekord, världsårsbästa, mästerskapsrekord och europarekord (och då givetvis nationsrekord). Tiden är den fjärde bästa genom alla tider på distansen.
Schippers tog VM-silver vid inomhus-VM 2016 på 60 meter med tiden 7,04 sekunder. Hon vann guld vid EM 2016 med 10,90 sekunder, hela tre tiondelar före tvåan.
Vid OS 2016 tog hon silver på 200 meter med tiden 21,88 sekunder.